# Abbaye de Polling
L'abbaye de Polling est une ancienne abbaye bénédictine, et plus tard couvent augustin, située à Polling, en Bavière.

## Histoire
La tradition attribue sa fondation par Tassilon III de Bavière en 750, avec la famille Huosi (de). L'abbaye est nationalisée et sécularisée en 1803 et sa bibliothèque de 80 000 volumes, dispersée. La plupart des bâtiments abbatiaux est démolie entre 1805 et 1807. L'église d'époque gothique tardif qui avait été réaménagée en style rococo par le stuccateur Georg Schmuzer, de l'école de Wessobrunn, devient simple église paroissiale.
Des sœurs dominicaines acquièrent une partie de l'abbaye en 1892 et un hospice est fondé, tandis que l'ancien dispensaire et d'autres bâtiments de service sont dans les mains de différents propriétaires privés.
La bibliothèque remarquable de l'abbaye a été restaurée entre 1970 et 1975 et peut être visitée par l'intermédiaire de l'association Verein der Freunde des Pollinger Bibliotheksaals.